# Tomaspisinella marginata
Tomaspisinella marginata är en insektsart som beskrevs av Victor Lallemand 1949. Tomaspisinella marginata ingår i släktet Tomaspisinella och familjen spottstritar. Inga underarter finns listade i Catalogue of Life.